# Occitano (etimologia)
Il termine occitano deriva dalla parola oc che in lingua occitana significa "sì", secondo la tradizione di indicare le lingue con la parola usata per affermare (come per la lingua d'oïl).

## Storia
Il termine venne usato dall'amministrazione francese, in seguito all'annessione al Regno di Francia della Contea di Tolosa e dei territori limitrofi di lingua occitana. Venne coniata nel 1298 l'espressione latina patria linguae occitanae basandosi sulla parola latina Aquitania, nome della regione atlantica di origine romana. Occitanus deriva da aquitanus. Infatti, in un testo del 1331 rinvenuto a Lione compare l'espressione "lingua hoquotina", da pronunciarsi preferibilmente oquitana.
Questa parola ricompare nel 1309, sempre in un contesto basso-latino della Cancelleria di Parigi, lingue occitane: lingua di notai, in tardo latino, mai in francese. Ricompare, altrettanto casualmente e con la medesima valenza di sotto-gergo notarile, nel 1600, sempre ad uso della cancelleria parigina.
Ecco alcuni casi di citazioni da testi italiani:
- nel 1549 “Ocitania”, riferita alle terre visigotiche: "Egli tutto pien d'ira Carlo attacò il fuoco, e spianò Narbona, Agate, Nemauso, e Biterra nobile Colonia de' Settumani, onde pare che hauesse tutta quella contrada il nome, che alhora si chiamava Settimania, & hora (come s'è gia detto) in uece di Gotticana, è chiamata Ocitania."[2].
- nel 1647 "Occitania", riferita alle terre della Crociata il vescovo di Béziers Sant'Afrodisio, nel redigere i suoi Acta sanctorum nel XVII secolo scrisse: “Occitaniâ seu Lengadociâ inferiore …” ( trad.: “ occitania ossia Linguadoca inferiore”).[3]
- nel 1678 “Ocitania”[4]:
  - "Beraldo di Baux era de' Principi d'Orange, Guglielmo Laudun di Caſa potente nell'Occitania" (p. 95)
  - "Laſciato pertanto in ſuo luogo nell'Occitania" (p. 96)
  - "Guglielmo di Lauduno di caſa potentiſſima nell'Occitania" (p. 354)
- nel 1701 "Pur ecco al fin giunto ſul mar mi vidi, / Che Mare interno io nominai dal ſito / (Or non più nò, che a l'altro Mare è vnito) / E d'Occitania riconobbi i Lidi."[5]

Fu con l'Ottocento, che rilesse la storia del Midi francese, che ritroviamo il termine "occitano": nei testi di Fabre d’Olivet, Les Troubadours, poesies occitaniques, nel 1802 si trovano, in francese, i termini "occitanique, oscitanique"; "occitanien", "occitanie" usato da Amiral de Rochegude nel 1819 nel suo Le Parnasse occitanien; e L'occitanienne di Chateaubriand.